# Le Donjon
 (avril 2010).
Si vous disposez d'ouvrages ou d'articles de référence ou si vous connaissez des sites web de qualité traitant du thème abordé ici, merci de compléter l'article en donnant les références utiles à sa vérifiabilité et en les liant à la section « Notes et références ».
Le Donjon est une commune française située dans le département de l'Allier, en région Auvergne-Rhône-Alpes.

## Géographie

### Localisation
Le Donjon est situé à l’est du département de l’Allier, sur l’axe routier Lapalisse-Digoin, à une vingtaine de kilomètres de ces deux villes et à une cinquantaine de kilomètres de Vichy, Roanne ou Moulins.
La commune se situe dans les Basses Marches du Bourbonnais dont elle était le chef-lieu.
Sept communes sont limitrophes :
| Liernolles                  |        | Saint-Didier-en-Donjon |
| Montcombroux-les-Mines Bert | Donjon | Neuilly-en-Donjon      |
| Loddes                      |        | Lenax                  |

### Hydrographie
La commune est traversée par le Crésançon, un affluent de la Vouzance et par le ruisseau de Loddes.

### Transports
Le territoire communal est traversé par les routes départementales 994 (ancienne route nationale 494) reliant Digoin à Lapalisse, 989 (ancienne route nationale 489) reliant Moulins à Marcigny, 15 (Dompierre-sur-Besbre – Montaiguët-en-Forez), 23 (vers Varennes-sur-Allier), 127, 166, 466 et 566, ces quatre dernières routes assurant une desserte locale.

### Climat
Pour des articles plus généraux, voir Climat d'Auvergne-Rhône-Alpes et Climat de l'Allier.
En 2010, le climat de la commune est de type climat océanique dégradé des plaines du Centre et du Nord, selon une étude du CNRS s'appuyant sur une série de données couvrant la période 1971-2000. En 2020, Météo-France publie une typologie des climats de la France métropolitaine dans laquelle la commune est exposée à un climat océanique altéré et est dans la région climatique Centre et contreforts nord du Massif Central, caractérisée par un air sec en été et un bon ensoleillement.
Pour la période 1971-2000, la température annuelle moyenne est de 11,1 °C, avec une amplitude thermique annuelle de 16,6 °C. Le cumul annuel moyen de précipitations est de 846 mm, avec 11,3 jours de précipitations en janvier et 7,8 jours en juillet. Pour la période 1991-2020, la température moyenne annuelle observée sur la station météorologique de Météo-France la plus proche, « Saint-Didier_sapc », sur la commune de Saint-Didier-en-Donjon à 7 km à vol d'oiseau, est de 11,5 °C et le cumul annuel moyen de précipitations est de 762,6 mm,. Pour l'avenir, les paramètres climatiques de la commune estimés pour 2050 selon différents scénarios d'émission de gaz à effet de serre sont consultables sur un site dédié publié par Météo-France en novembre 2022.

## Urbanisme

### Typologie
Au 1er janvier 2024, Le Donjon est catégorisée commune rurale à habitat dispersé, selon la nouvelle grille communale de densité à 7 niveaux définie par l'Insee en 2022.
Elle est située hors unité urbaine et hors attraction des villes,.

### Occupation des sols

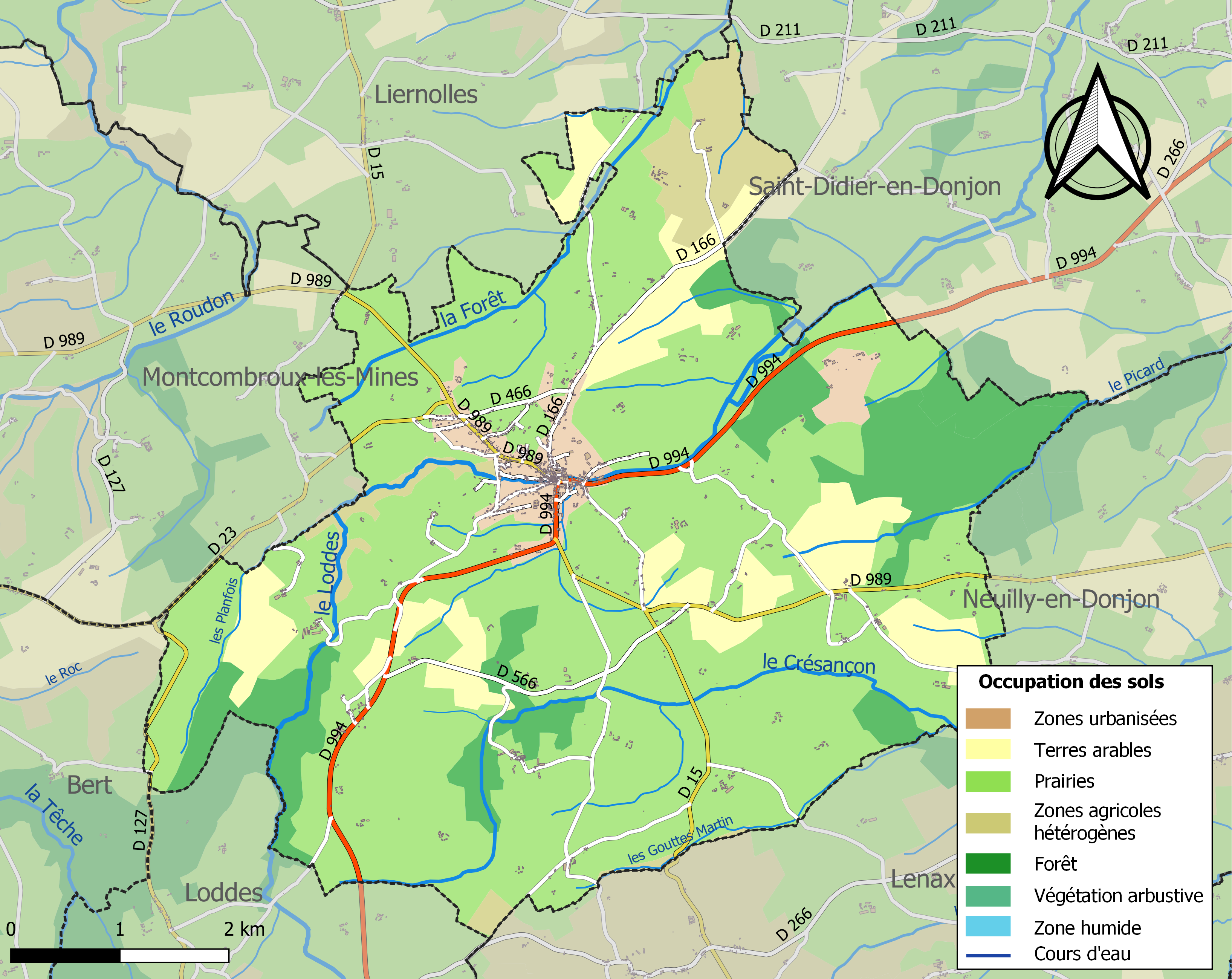
Carte des infrastructures et de l'occupation des sols de la commune en 2018 (CLC).

L'occupation des sols de la commune, telle qu'elle ressort de la base de données européenne d’occupation biophysique des sols Corine Land Cover (CLC), est marquée par l'importance des territoires agricoles (83,4 % en 2018), une proportion sensiblement équivalente à celle de 1990 (83,2 %). La répartition détaillée en 2018 est la suivante : 
prairies (67,8 %), forêts (12,6 %), terres arables (10,9 %), zones agricoles hétérogènes (4,8 %), zones urbanisées (3,2 %), espaces verts artificialisés, non agricoles (0,8 %).
L'IGN met par ailleurs à disposition un outil en ligne permettant de comparer l'évolution dans le temps de l'occupation des sols de la commune (ou de territoires à des échelles différentes). Plusieurs époques sont accessibles sous forme de cartes ou photos aériennes : la carte de Cassini (XVIIIe siècle), la carte d'état-major (1820-1866) et la période actuelle (1950 à aujourd'hui).

## Histoire
Au siècle dernier plusieurs découvertes intéressantes ont été faites : un buste d'Hercule en bronze, un aureus (monnaie d'or) à l’effigie d'Auguste, une médaille romaine (ces objets se trouvent au musée de Moulins).
Au Moyen Âge, le canton était rattaché au duché de Bourgogne d'où le nom de Val de Bourgogne. Il dépendait alors du bailliage de Semur-en-Brionnais. Ce n'est qu’au XIIIe siècle qu'il se sépara de la Bourgogne à la suite du mariage d'Agnès de Bourbon et de Jean de Bourgogne. Dès 1375, les représentants des ducs de Bourgogne et de Bourbon décidèrent que tout ce qui était du ressort des châtellenies de Châtelperron, du Donjon et du Pin relèverait du duc de Bourbon.
Un couvent de Cordeliers est construit en 1450-1455.
Ainsi naquirent les « Basses Marches du Bourbonnais » formant une zone comprise entre la Madeleine et la Loire en comptant vingt paroisses appartenant aux cantons de Dompierre, Jaligny et du Donjon. Au XIXe siècle, cette région pauvre fut aussi appelée « pays des ventres jaunes » en raison de son sol ingrat.
Les paroisses d'Huillaux, de Melleray et du Donjon ont été réunies en septembre 1791 pour constituer la commune du Donjon. Pendant la Révolution française, la ville prit le nom de Val-Libre. Ce nom se retrouve dans le nom de la communauté de communes Donjon - Val Libre, qui a existé jusqu'en 2016.
Prosper Jacques Barthélémy Terrier, médecin humaniste, maire du Donjon en 1847 est élu député de l'Allier en 1848. Il avertit, de Paris, les républicains donjonnais du coup d'État du 2 décembre 1851. Les notables du canton entraînent la population du canton, et dès le 3 décembre, la population se soulève et prend le contrôle de Donjon. Deux cent cinquante insurgés se dirigent vers la sous-préfecture, où ils sont rejoints par des contingents des cantons de La Palisse et Jaligny. Après quelques combats, Lapalisse tombe, mais chacun rentre dans ses foyers quand la nouvelle de la réussite du coup d'État arrive. Bien que le mouvement ait été limité, la répression est ensuite très sévère. Proscrit obligé de partir en exil, il passe 7 ans à Jersey et Guernesey en compagnie de Victor Hugo dont il devient le médecin personnel et l'ami.
Bernard Honoré Préveraud (beau-frère de Terrier) dirige en décembre 1851, avec d'autres républicains, le soulèvement donjonnais contre le coup d’État de Louis-Napoléon Bonaparte (Napoléon III). Condamné à mort par contumace il est contraint à l'exil à Jersey où il se lie d'amitié avec Hugo. Préveraud et Terrier reposent côte à côte au cimetière du Donjon.

## Politique et administration

### Liste des maires
| Période    | Période                      | Identité        | Étiquette | Qualité                                                     |
| ---------- | ---------------------------- | --------------- | --------- | ----------------------------------------------------------- |
| mars 2001  | mars 2008                    | Jacques Cortez  | PRG       | Médecin, conseiller général du canton du Donjon (1982-2008) |
| mars 2008  | avril 2014                   | Janine Chartier | PRG       |                                                             |
| avril 2014 | En cours (au 8 juillet 2020) | Guy Labbé       | PS        | Retraité de la fonction publique Réélu en 2020              |

### Rattachements administratifs et électoraux
Le Donjon était le chef-lieu d'un canton regroupant treize communes. À la suite du redécoupage des cantons du département, la commune est rattachée au canton de Dompierre-sur-Besbre.
Sur le plan judiciaire, la commune relève de la cour administrative d'appel de Lyon, de la cour d'appel de Riom, du tribunal administratif de Clermont-Ferrand, de la cour d'assises de l'Allier, du tribunal d'instance de Vichy, du tribunal de grande instance et du tribunal de commerce de Cusset.

## Population et société

### Démographie
L'évolution du nombre d'habitants est connue à travers les recensements de la population effectués dans la commune depuis 1793. Pour les communes de moins de 10 000 habitants, une enquête de recensement portant sur toute la population est réalisée tous les cinq ans, les populations de référence des années intermédiaires étant quant à elles estimées par interpolation ou extrapolation. Pour la commune, le premier recensement exhaustif entrant dans le cadre du nouveau dispositif a été réalisé en 2006.

En 2022, la commune comptait 1 011 habitants, en évolution de −4,98 % par rapport à 2016 (Allier : −1,38 %, France hors Mayotte : +2,11 %).
| 1793  | 1800  | 1806  | 1821  | 1831  | 1836  | 1841  | 1846  | 1851  |
| ----- | ----- | ----- | ----- | ----- | ----- | ----- | ----- | ----- |
| 1 436 | 1 436 | 1 503 | 1 513 | 1 695 | 1 803 | 1 871 | 1 907 | 1 945 |

| 1856  | 1861  | 1866  | 1872  | 1876  | 1881  | 1886  | 1891  | 1896  |
| ----- | ----- | ----- | ----- | ----- | ----- | ----- | ----- | ----- |
| 1 926 | 1 879 | 2 048 | 2 078 | 2 150 | 2 185 | 2 210 | 2 098 | 1 964 |

| 1901  | 1906  | 1911  | 1921  | 1926  | 1931  | 1936  | 1946  | 1954  |
| ----- | ----- | ----- | ----- | ----- | ----- | ----- | ----- | ----- |
| 1 961 | 1 993 | 2 043 | 1 780 | 1 817 | 1 841 | 1 748 | 1 753 | 1 592 |

| 1962  | 1968  | 1975  | 1982  | 1990  | 1999  | 2006  | 2011  | 2016  |
| ----- | ----- | ----- | ----- | ----- | ----- | ----- | ----- | ----- |
| 1 522 | 1 512 | 1 447 | 1 366 | 1 258 | 1 168 | 1 102 | 1 085 | 1 064 |

| 2021  | 2022  | - | - | - | - | - | - | - |
| ----- | ----- | - | - | - | - | - | - | - |
| 1 028 | 1 011 | - | - | - | - | - | - | - |

### Jumelages
Au 12 février 2015, le site Internet France-Diplomatie du ministère des Affaires étrangères ne recensait aucun jumelage ou accord de coopération avec Saint-Yorre.
Membre du comité de jumelage Teraanga, dont font partie les communes de Brugheas et du Donjon en France et Nguékhokh au Sénégal, la commune affirme sa volonté d'ouverture vers l'extérieur et notamment sa coopération internationale. Ce projet est soutenu depuis 2002 par le département de l'Allier.

### Enseignement
Le Donjon relève de l'académie de Clermont-Ferrand. Elle gère l'école élémentaire publique Marlène-Jobert.
Les élèves poursuivent leur scolarité au collège Victor-Hugo, géré par le conseil départemental de l'Allier et situé dans la commune, puis pour les filières générales et technologiques, au lycée de Presles à Cusset (renommé lycée Albert-Londres).

## Culture locale et patrimoine

### Lieux et monuments
- Église Saint-Maurice.
- Chapelle Saint-Hilaire du Donjon.
- Chapelle Saint-Martin du Donjon.

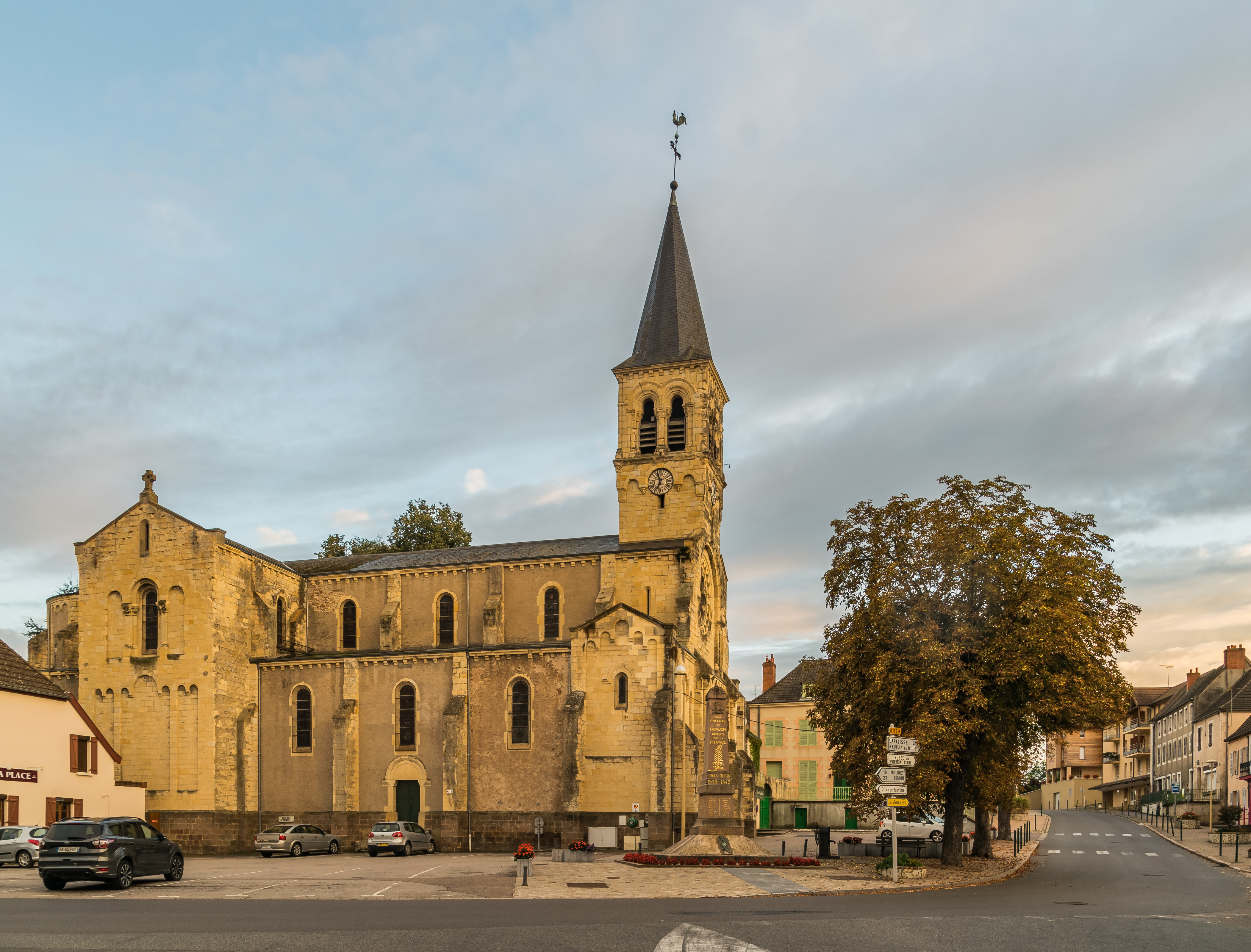
L'église Saint-Maurice.

- Château de Contresol : construit entre 1882 et 1891, les principaux architectes sont René Moreau, Jean Moreau, Jean Bélisaire et Joseph Génermont. Le château est inscrit aux monuments historiques depuis le 21 mars 2005. Il sera définitivement classé monument historique le 27 mars 2006[27]. La totalité du château est classée, y compris les décors et les aménagements intérieurs (cuisine, fruitier, chaufferie, monte-charges, hall, escaliers, galerie, office, salle à manger, salons, bibliothèque, chambres avec leurs boiseries, cheminées, tapisseries, toiles peintes) ; le parc avec son système hydraulique et ses fabriques (glacière), la chapelle, le château vieux dit « Vieux Contresol » et les communs. Visite libre des extérieurs, avec panneau d'information, de cet imposant château néo-gothique en briques bicolores planté dans un parc et entouré d'un site boisé. Il est agrémenté de tours d'angle à lanternon, de lucarnes sculptées, de fenêtres à meneaux et de pinacles. La visite vous entraînera dans le parc, la régie du vieux château, la chapelle et la glacière.
- Musée du Patrimoine rural et de la vie d'autrefois : à l'initiative de Guy Coulon naît en 1997 le musée de la Roue, installé d'abord au domicile de son concepteur, à la sortie du Donjon, route de Digoin. Il présentait toutes les étapes de la fabrication traditionnelle d'une roue. En 2007, le musée, sous couvert d'une association de bénévoles, intègre de nouveaux locaux sur la place du Champ de foire et, élargissant son objet, prend le nom de musée du Patrimoine rural et de la vie d'autrefois. On peut y découvrir sous forme de scènes animées par des automates divers épisodes de la vie rurale : la veillée au coin du feu, les lavandières, les scieurs de long, etc.
- Parc du Plessis : d'accès libre, c'est l'ancien parc d'un château du XIXe siècle, aujourd'hui siège de l'hôtel de ville. On y entre par un portail ouvragé remarquable. D'imposants arbres centenaires, ainsi qu'une « mare communale de l'Allier » protégeant faune et flore dans sa roselière en font un lieu de promenade et de repos. Le regard s'arrêtera sur les deux « champignons », guérites abritant autrefois les châtelains surpris par la pluie au cours de leurs balades. Au sein du parc deux maisons de gardiens ou palefreniers ont été aménagées en deux gîtes.
- Monument au Dr Gacon : statue en pierre du docteur Jules Gacon, ancien maire du Donjon, ancien député et sénateur de l'Allier, érigée sur la place du même nom. Réalisée en bronze en 1925 par le sculpteur Émile Guillaume, elle fut inaugurée le 5 avril de la même année[28]. En 1942, malgré les très vives protestations de la municipalité, l'œuvre fut envoyée à la fonte par le régime de Vichy afin de contribuer à l'effort de guerre allemand. Après la guerre, une réplique à l'identique fut réalisée en pierre par le sculpteur Pierre Fournier des Corats (1884-1953). Le nouveau monument fut inauguré le 29 mai 1949[29].

### Personnalités liées à la commune
- Hector-François Préveraud de La Boutresse (Le Donjon, 1743 - Le Donjon, 1845), député de l'Allier (1815-1827).
- Prosper Jacques Barthélémy Terrier (1805-1876), maire du Donjon et député de l'Allier, beau-frère de Bernard Honoré Préveraud ; mort au Donjon, où il est enterré.
- Bernard Honoré Préveraud (1823-1920), homme politique français et député de l'Allier.
- Jules Gacon (1847-1914), sénateur-maire du Donjon sous la IIIe République. Fils d'un chaudronnier, docteur en médecine, il exerça sa vocation dans sa commune natale. Il fut président du conseil général pendant seize ans et était l'un des chefs du parti radical dans l'Allier. Les questions sociales le passionnèrent. Un monument honore sa mémoire sur la place qui porte son nom au Donjon.
- Simone de Tervagne (1911-1992), écrivaine et journaliste. Elle est née à Londres, mais revient au Donjon, dont sont originaires ses parents, à l'âge de 7 ans et y vit jusqu'à sa majorité. Elle raconte son enfance malheureuse dans son roman La Haine maternelle, publié en 1947 aux Éditions Nagel. Elle est l'épouse de Georges Dupont dit de Tervagne (né à Terwagne en Belgique), auteur dramatique, conteur, journaliste, scénariste et dialoguiste qui se consacra essentiellement au théâtre et à la télévision.
- Gilbert Montagné, né le 28 décembre 1951, chanteur-auteur compositeur français, venait enfant rendre visite à sa grand-mère à Saint-Léon. Il a établi sa résidence secondaire au Donjon et y vient aussi souvent que possible en famille[réf. nécessaire].

### Héraldique
|  | Les armes de la commune se blasonnent ainsi : D'azur au donjon d'or ouvert, ajouré et maçonné de sable. |